# Guerras fernandinas
Las llamadas guerras fernandinas enfrentaron a Fernando I de Portugal y los reyes de la Casa de Trastámara por el trono de Castilla, tras el asesinato de Pedro I a manos de su hermanastro Enrique.

## Primera guerra (1369-1370)

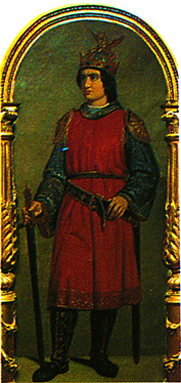
Carlos II de Navarra

El inicio del reinado de Fernando I estuvo marcado por el conflicto. Cuando en 1369 es asesinado el rey Pedro I de Castilla sin dejar herederos directos, Fernando, como bisnieto de Sancho IV por parte materna, se autoproclama heredero del trono de Castilla. No obstante, sus contendientes Pedro IV de Aragón, Carlos II de Navarra y Juan de Gante, duque de Lancaster, también pretendían el derecho, este último al estar casado desde 1370 con Constanza, la hija mayor del difunto rey Pedro I. Pero fue Enrique de Trastámara, un hermano bastardo de Pedro I, el que, entretanto, asumió la corona y fue declarado rey. La cuestión sucesoria llevó a los contendientes a dos campañas militares con resultados poco claros y finalmente sería el papa Gregorio XI quien mediara poniendo de acuerdo a todas las partes.
Varios nobles castellanos apoyan inicialmente al monarca portugués, entre otros Men Rodríguez de Sanabria, quien al inicio de la campaña aporta ochenta escuderos. La primera guerra fernandina acaba con la batalla del Puerto de los Bueyes, cerca de Lugo en marzo de 1371; la derrota de Fernando de Castro supone la caída del último reducto petrista en el reino de Castilla, derrota a la que sigue la firma del Tratado de Alcoutim.
Las condiciones del Tratado de Alcoutim de 1371, por el que se restableció la cuestión sucesoria de Pedro I, incluyeron el matrimonio entre Fernando y Leonor de Castilla, hija de Enrique, la cual traería como dote varios territorios fronterizos, que serían de Portugal después de su casamiento como compensación por la renuncia de Fernando I a su derecho al trono de Castilla. Pero antes de que la unión se celebrase, Fernando se enamoró apasionadamente de Leonor Téllez de Meneses, la esposa de uno de sus propios cortesanos, y al conseguir la anulación del primer matrimonio de Leonor, no dudó en hacerla su reina. Aunque internamente provocó una insurrección, la afrenta no tuvo gran efecto sobre las relaciones con Enrique, quien aceptó a cambio de la renuncia de Fernando I a los territorios fronterizos castellanos acordados en el tratado. Una vez que Fernando I aceptó, él rápidamente prometió luego su hija al rey Carlos III de Navarra.

## Segunda guerra (1372-1373)
La paz acordada pronto volvió a ser puesta en peligro debido a las intrigas del duque de Lancaster, quien convenció a Fernando para que participase en un acuerdo secreto por el que ambos pretendía expulsar a Enrique de su trono.
Nobles castellanos petristas, que tras la primera guerra fernandina se habían refugiado en Portugal, como Fernando Alfonso de Valencia y Men Rodríguez de Sanabria, invaden Galicia desde el norte de Portugal con el objeto de atacar al monarca castellano por el noroeste de su reino. De nuevo, las plazas fronterizas volvieron a ponerse del lado de los legitimistas y Rodríguez de Sanabria, junto con Juan Alfonso de Zamora, consiguió el control temporal de las tierras de Valdeorras y Verín, así como del valle del río Támega, en el límite entre Portugal, León y Galicia, cerrando así los accesos que desde Castilla había hacia el sur de Galicia. Sin embargo, la superioridad de Enrique es incontestable y los petristas vuelven a ser vencidos: Adicionalmente los ingleses no pueden enviar refuerzos a Portugal a causa de las inesperadas, negativas consecuencias de su derrota en La Rochelle. Motivado por estas circunstancias, Enrique invade de nuevo Portugal en diciembre de 1372 y, a las puertas de Lisboa, después de la derrota de la flota portuguesa frente a la ciudad, impone la firma del Tratado de Santarém en la primavera del año siguiente (1373).
El mencionado Tratado de Santarém supone el final del petrismo y de la resistencia legitimista en Portugal. El rey castellano Enrique impone al soberano portugués, además de la expulsión de los petristas de Portugal, un sistema de alianzas matrimoniales entre las dos familias. Ello supone una auténtica diáspora de los exiliados castellanos, lo que supondría su final como grupo de presión con aspiraciones a apartar al bastardo Enrique del trono de Castilla.
El papel de la reina Leonor se hizo cada vez más influyente y su intervención en las relaciones políticas exteriores la hicieron cada vez más impopular. Aparentemente, Fernando se mostraba incapaz de mantener un gobierno fuerte y el ambiente político interno se resentía con constantes intrigas cortesanas.

## Tercera guerra (1381-1382)
Al morir Enrique en 1379, el duque de Lancaster reclamó una vez más sus derechos; y de nuevo encontró un aliado en Fernando en 1380, que buscaba desquitarse de las derrotas anteriores tras la muerte del monarca castellano. Con la ayuda del petrista Juan Fernández de Andeiro cerró un acuerdo con él conforme a que se comprometía a ayudarle con un ejército inglés, cuando empezase las hostilidades con Castilla. Fernando I aceptó y ejecutó al año siguiente el acuerdo.
Sin embargo, según algunos historiadores, el inglés se mostró tan ofensivo con Fernando como con sus enemigos, cuando sus tropas llegaron a Portugal en el mismo año después de que empezasen las hostilidades. Adicionalmente la flota portuguesa fue destruida por la castellana en la batalla de la isla Saltés, lo que al año siguiente puso a Lisboa en peligro por mar. Por ello, finalmente, el moribundo Fernando I tuvo que actuar contra los ingleses y pactar la paz con Castilla en el Tratado de Badajoz de 1382. En las condiciones de la paz se estipuló que Beatriz, la heredera de Fernando I de Portugal, se casara con el rey Juan I de Castilla. Esta unión acordada con la ayuda de Juan Fernández de Andeiro, que se había convertido en el amante de la reina, significaba, a pesar de ciertas cláusulas, de facto, la anexión del reino de Portugal por la corona de Castilla. Por ello no fue bien recibida por la nobleza portuguesa. Finalmente ellos se casaron en 1383 y la paz fue ejecutada.

## Consecuencias
A la muerte de Fernando I, Juan I de Castilla, en contra de lo acordado en el tratado, reclamó abiertamente el trono de Portugal con la aquiescencia de la regente y de su amante, que gobernaba con ella. Eso provocó un levantamiento en Lisboa, que se extendió por todo el país. En ese levantamiento, comandado por el medio hermano de Fernando I, Juan de Avís, conocido como la Crisis Portuguesa de 1383-1385, Juan Fernández de Andeiro fue asesinado y la regente hubo de exiliarse. Los intentos de Juan I de Castilla de revertir la situación terminaron con su contundente derrota en la batalla de Aljubarrota en 1385.
También significó el fin de la dinastía de Borgoña, que fue sustituida por la dinastía de Avís, así llamada por el líder de la rebelión, que fue luego aclamado como rey de Portugal. Desde entonces se le llamó Juan I de Portugal.